# Torneo Clausura 2023 Femenina de Costa Rica
El Torneo Clausura 2023 Femenina de Costa Rica fue la 27ª edición de la Primera División Femenina de Costa Rica, denominada Liga Promerica por motivos de patrocinio. El torneo lo organiza la Unión Femenina de Fútbol de Costa Rica (UNIFFUT).

## Sistema de competición
El torneo de la Primera División Femenina, está conformado en dos partes:
- Fase de clasificación: Se integra por las 14 jornadas del torneo.
- Fase final: Se integra por los partidos de semifinal y final.

### Fase de clasificación
En la fase de clasificación se observa el sistema de puntos. La ubicación en la tabla general, está sujeta a las siguientes condiciones:
- Por juego ganado se obtendrán tres puntos.
- Por juego empatado se obtendrá un punto.
- Por juego perdido no se otorgan puntos.

En esta fase participan los 8 clubes de la Primera División Femenina jugando en cada torneo todos contra todos durante las 14 jornadas respectivas, a visita recíproca.
El orden de los clubes al final de la fase de clasificación del torneo corresponderá a la suma de los puntos obtenidos por cada uno de ellos y se presentará en forma descendente. Si al finalizar las 14 jornadas del torneo, dos o más clubes estuviesen empatados en puntos, su posición en la tabla general será determinada atendiendo a los siguientes criterios de desempate:
1. Mayor diferencia positiva general de goles. Este resultado se obtiene mediante la sumatoria de los goles anotados a todos los rivales, en cada campeonato menos los goles recibidos de estos.
2. Mayor cantidad de goles a favor, anotados a todos los rivales dentro de la misma competencia.
3. Mejor puntuación particular que hayan conseguido en las confrontaciones particulares entre ellos mismos.
4. Mayor diferencia positiva particular de goles, la cual se obtiene sumando los goles de los equipos empatados y restándole los goles recibidos.
5. Mayor cantidad de goles a favor que hayan conseguido en las confrontaciones entre ellos mismos.
6. Como última alternativa, la UNIFFUT realizaría un sorteo para el desempate.

Para determinar los lugares que ocuparán los clubes que participen en la fase final del torneo se tomará como base la tabla de clasificación de cada competición.
Participan por el título de campeón los cuatro primeros clubes de la tabla general de clasificación al término de las 14 jornadas.

### Fase final
Los cuatro clubes calificados para esta fase del torneo serán reubicados de acuerdo con el lugar que ocupen en la tabla general al término de la jornada 14, con el puesto del número uno al club mejor clasificado, y así hasta el número cuatro. Los partidos a esta fase se desarrollarán a visita, en las siguientes etapas:
- Semifinales
- Final

Los clubes vencedores en los partidos de semifinal serán aquellos que en los dos juegos anoten el mayor número de goles. De existir empate en el número de goles anotados, se darán los lanzamientos desde el punto de penal para definir al vencedor.
Los partidos de semifinales se jugarán de la siguiente manera:
En la final participarán los dos clubes vencedores de las semifinales, donde el equipo que cierra la serie será aquel que haya conseguido la mejor posición en la tabla.

## Equipos participantes

### Equipos por provincia
| Provincia | N.º | Equipos                                                          |
| --------- | --- | ---------------------------------------------------------------- |
| San José  | 4   | Dimas Escazú, Deportivo Saprissa, Sporting F. C. y Pérez Zeledón |
| Alajuela  | 2   | L. D. Alajuelense y Cofutpa U San José                           |
| Limón     | 1   | Municipal Pococí                                                 |
| Heredia   | 1   | C. S. Herediano                                                  |

#### Información de los equipos
| Equipo             | Ciudad                   | Entrenador      | Estadio                 | Aforo  |
| ------------------ | ------------------------ | --------------- | ----------------------- | ------ |
| L. D. Alajuelense  | Alajuela                 | Wilmer López    | Morera Soto             | 17,895 |
| Deportivo Saprissa | Tibás                    | Luis Herra      | Ricardo Saprissa        | 23,112 |
| Sporting F. C.     | Pavas                    | José Rodríguez  | Ernesto Rohrmoser       | 3,000  |
| Municipal Pococí   | Guápiles                 | Rubén Sánchez   | Ebal Rodríguez          | 3,300  |
| Pérez Zeledón      | San Isidro de El General | Fárlen Ilama    | Municipal Pérez Zeledón | 3,259  |
| C. S. Herediano    | Heredia                  | Pablo Salazar   | Carlos Alvarado         | 2,000  |
| Cofutpa U San José | Palmares                 | Bernal Castillo | "Palmareño" Solís       | 2,000  |
| Dimas Escazú       | Escazú                   | Geovanni Vargas | Nicolás Masís           | 4,500  |

#### Relevo de entrenadores
| Equipo                  | Entrenador        | Fecha de vacante | Tipo de despido      | Posición en la tabla | Entrenador entrante      | Fecha de nombramiento |
| ----------------------- | ----------------- | ---------------- | -------------------- | -------------------- | ------------------------ | --------------------- |
| Municipal Pérez Zeledón | Carlos Avedissian | 22 de agosto     | Renuncia             | 8.°                  | Salem Camacho (interina) | 22 de agosto          |
| Municipal Pérez Zeledón | Salem Camacho     | 1 de septiembre  | Fin del interinato   | 8.°                  | Fárlen Ilama             | 1 de septiembre       |
| Municipal Pococí        | Rudy Rubí         | -                | Recisión de contrato | 4.°                  | Rubén Sánchez            | 10 de septiembre      |

## Tabla de posiciones
| Pos. | Equipo                  | Pts. | PJ | G  | E | P | GF | GC | Dif. | Clasificación |
| ---- | ----------------------- | ---- | -- | -- | - | - | -- | -- | ---- | ------------- |
| 1    | Sporting F. C.          | 35   | 14 | 11 | 2 | 1 | 44 | 12 | +32  | Semifinales   |
| 2    | L. D. Alajuelense       | 30   | 14 | 9  | 3 | 2 | 33 | 11 | +22  | Semifinales   |
| 3    | Deportivo Saprissa      | 24   | 14 | 7  | 3 | 4 | 33 | 27 | +6   | Semifinales   |
| 4    | C. S. Herediano         | 18   | 14 | 5  | 3 | 6 | 17 | 28 | −11  | Semifinales   |
| 5    | Municipal Pérez Zeledón | 16   | 14 | 4  | 4 | 6 | 27 | 31 | −4   |               |
| 6    | Dimas Escazú            | 12   | 14 | 3  | 3 | 8 | 19 | 27 | −8   |               |
| 7    | Municipal Pococí        | 11   | 14 | 3  | 2 | 9 | 19 | 32 | −13  |               |
| 8    | Cofutpa U San José      | 10   | 14 | 2  | 4 | 8 | 24 | 48 | −24  | Último lugar  |

 Fuente: UNIFFUT

### Evolución
| Jornada            | 1 | 2 | 3 | 4 | 5 | 6 | 7 | 8 | 9 | 10 | 11 | 12 | 13 | 14 |
| Equipo             |   |   |   |   |   |   |   |   |   |    |    |    |    |    |
| ------------------ | - | - | - | - | - | - | - | - | - | -- | -- | -- | -- | -- |
| Sporting           | 6 | 4 | 3 | 1 | 1 | 2 | 1 | 1 | 1 | 1  | 1  | 1  | 1  | 1  |
| Alajuelense        | 5 | 1 | 1 | 2 | 2 | 1 | 2 | 2 | 2 | 2  | 2  | 2  | 2  | 2  |
| Deportivo Saprissa | 1 | 2 | 2 | 3 | 3 | 3 | 3 | 3 | 3 | 3  | 3  | 3  | 3  | 3  |
| Herediano          | 3 | 7 | 6 | 7 | 7 | 7 | 5 | 7 | 7 | 8  | 5  | 6  | 5  | 4  |
| Municipal Pococí   | 8 | 5 | 7 | 6 | 6 | 4 | 4 | 4 | 4 | 4  | 6  | 7  | 7  | 7  |
| Cofutpa USJ        | 4 | 6 | 4 | 5 | 5 | 6 | 8 | 8 | 8 | 6  | 7  | 8  | 8  | 8  |
| Pérez Zeledón      | 7 | 8 | 8 | 8 | 8 | 8 | 6 | 5 | 5 | 5  | 4  | 4  | 4  | 5  |
| Dimas Escazú       | 2 | 3 | 5 | 4 | 4 | 5 | 7 | 6 | 6 | 7  | 8  | 5  | 6  | 6  |

## Tabla general
| Pos. | Equipo                  | Pts. | PJ | G  | E | P  | GF | GC  | Dif. | Clasificación                |
| ---- | ----------------------- | ---- | -- | -- | - | -- | -- | --- | ---- | ---------------------------- |
| 1    | Sporting F. C.          | 65   | 28 | 20 | 5 | 3  | 87 | 25  | +62  |                              |
| 2    | L. D. Alajuelense       | 64   | 28 | 20 | 4 | 4  | 83 | 22  | +61  | Copa Interclubes de la Uncaf |
| 3    | Deportivo Saprissa      | 58   | 28 | 18 | 4 | 6  | 80 | 41  | +39  |                              |
| 4    | C. S. Herediano         | 28   | 28 | 7  | 7 | 14 | 23 | 57  | −34  |                              |
| 5    | Municipal Pérez Zeledón | 27   | 28 | 6  | 9 | 13 | 43 | 57  | −14  |                              |
| 6    | Dimas Escazú            | 27   | 28 | 7  | 6 | 15 | 40 | 54  | −14  |                              |
| 7    | Municipal Pococí        | 27   | 28 | 7  | 6 | 15 | 34 | 55  | −21  |                              |
| 8    | Cofutpa U San José      | 17   | 28 | 4  | 5 | 19 | 33 | 112 | −79  | Descenso de categoría        |

 Fuente: UNIFFUT

## Resultados
- Los horarios corresponden al tiempo de Costa Rica (UTC-6).

| Jornada 1          | Jornada 1 | Jornada 1          | Jornada 1         | Jornada 1   | Jornada 1 | Jornada 1   | Jornada 1 |
| Local              | Resultado | Visitante          | Estadio           | Fecha       | Hora      | Transmisión |           |
| ------------------ | --------- | ------------------ | ----------------- | ----------- | --------- | ----------- | --------- |
| Dimas Escazú       | 2-1       | Municipal Pococí   | Nicolás Masís     | 4 de agosto | 20:00     |             |           |
| L. D. Alajuelense  | 1-1       | Sporting F. C.     | Morera Soto       | 4 de agosto | 20:00     |             |           |
| Cofutpa U San José | 2-2       | C. S. Herediano    | "Palmareño" Solís | 5 de agosto | 18:00     |             |           |
| Pérez Zeledón      | 4-5       | Deportivo Saprissa | Municipal Pérez   | 7 de agosto | 15:00     |             |           |

| Jornada 2        | Jornada 2 | Jornada 2          | Jornada 2         | Jornada 2    | Jornada 2 | Jornada 2   | Jornada 2 |
| Local            | Resultado | Visitante          | Estadio           | Fecha        | Hora      | Transmisión |           |
| ---------------- | --------- | ------------------ | ----------------- | ------------ | --------- | ----------- | --------- |
| Sporting F. C.   | 2-1       | Pérez Zeledón      | Ernesto Rohrmoser | 11 de agosto | 19:30     |             |           |
| Dimas Escazú     | 1-1       | Deportivo Saprissa | Nicolás Masís     | 11 de agosto | 20:00     |             |           |
| C. S. Herediano  | 1-4       | L. D. Alajuelense  | Carlos Alvarado   | 12 de agosto | 15:00     |             |           |
| Municipal Pococí | 4-3       | Cofutpa U San José | Ebal Rodríguez    | 13 de agosto | 13:00     |             |           |

| Jornada 3          | Jornada 3 | Jornada 3        | Jornada 3         | Jornada 3    | Jornada 3 | Jornada 3   | Jornada 3 |
| Local              | Resultado | Visitante        | Estadio           | Fecha        | Hora      | Transmisión |           |
| ------------------ | --------- | ---------------- | ----------------- | ------------ | --------- | ----------- | --------- |
| Cofutpa U San José | 3-2       | Dimas Escazú     | "Palmareño" Solís | 18 de agosto | 20:00     |             |           |
| L. D. Alajuelense  | 3-0       | Municipal Pococí | Morera Soto       | 19 de agosto | 18:00     |             |           |
| Pérez Zeledón      | 1-3       | C. S. Herediano  | Municipal Pérez   | 20 de agosto | 13:00     |             |           |
| Deportivo Saprissa | 2-2       | Sporting F. C.   | Ricardo Saprissa  | 20 de agosto | 15:00     |             |           |

| Jornada 4          | Jornada 4 | Jornada 4          | Jornada 4         | Jornada 4    | Jornada 4 | Jornada 4   | Jornada 4 |
| Local              | Resultado | Visitante          | Estadio           | Fecha        | Hora      | Transmisión |           |
| ------------------ | --------- | ------------------ | ----------------- | ------------ | --------- | ----------- | --------- |
| C. S. Herediano    | 0-5       | Sporting F. C.     | Carlos Alvarado   | 23 de agosto | 18:00     |             |           |
| Dimas Escazú       | 1-1       | L. D. Alajuelense  | Nicolás Masís     | 23 de agosto | 20:00     |             |           |
| Municipal Pococí   | 1-1       | Pérez Zeledón      | Ebal Rodríguez    | 23 de agosto | 21:30     |             |           |
| Cofutpa U San José | 2-3       | Deportivo Saprissa | "Palmareño" Solís | 24 de agosto | 19:00     |             |           |

| Jornada 5          | Jornada 5 | Jornada 5          | Jornada 5         | Jornada 5    | Jornada 5 | Jornada 5   | Jornada 5 |
| Local              | Resultado | Visitante          | Estadio           | Fecha        | Hora      | Transmisión |           |
| ------------------ | --------- | ------------------ | ----------------- | ------------ | --------- | ----------- | --------- |
| L. D. Alajuelense  | 3-0       | Cofutpa U San José | Morera Soto       | 26 de agosto | 19:00     |             |           |
| Pérez Zeledón      | 2-2       | Dimas Escazú       | Municipal Pérez   | 27 de agosto | 13:00     |             |           |
| Deportivo Saprissa | 3-1       | C. S. Herediano    | Ricardo Saprissa  | 27 de agosto | 15:00     |             |           |
| Sporting F. C.     | 4-1       | Municipal Pococí   | Ernesto Rohrmoser | 27 de agosto | 15:00     |             |           |

| Jornada 6          | Jornada 6 | Jornada 6         | Jornada 6         | Jornada 6       | Jornada 6 | Jornada 6   | Jornada 6 |
| Local              | Resultado | Visitante         | Estadio           | Fecha           | Hora      | Transmisión |           |
| ------------------ | --------- | ----------------- | ----------------- | --------------- | --------- | ----------- | --------- |
| Deportivo Saprissa | 2-4       | L. D. Alajuelense | Ricardo Saprissa  | 31 de agosto    | 18:00     |             |           |
| Dimas Escazú       | 1-2       | Sporting F. C.    | Nicolás Masís     | 1 de septiembre | 20:00     |             |           |
| Municipal Pococí   | 2-1       | C. S. Herediano   | Ebal Rodríguez    | 2 de septiembre | 13:00     |             |           |
| Cofutpa U San José | 4-4       | Pérez Zeledón     | "Palmareño" Solís | 2 de septiembre | 15:00     |             |           |

| Jornada 7          | Jornada 7 | Jornada 7          | Jornada 7         | Jornada 7        | Jornada 7 | Jornada 7   | Jornada 7 |
| Local              | Resultado | Visitante          | Estadio           | Fecha            | Hora      | Transmisión |           |
| ------------------ | --------- | ------------------ | ----------------- | ---------------- | --------- | ----------- | --------- |
| Sporting F. C.     | 6-0       | Cofutpa U San José | Ernesto Rohrmoser | 8 de septiembre  | 20:00     |             |           |
| C. S. Herediano    | 3-1       | Dimas Escazú       | Carlos Alvarado   | 9 de septiembre  | 18:00     |             |           |
| Deportivo Saprissa | 3-4       | Municipal Pococí   | Ricardo Saprissa  | 10 de septiembre | 15:00     |             |           |
| Pérez Zeledón      | 2-1       | L. D. Alajuelense  | Municipal Pérez   | 13 de septiembre | 18:00     |             |           |

| Jornada 8          | Jornada 8 | Jornada 8          | Jornada 8         | Jornada 8        | Jornada 8 | Jornada 8   | Jornada 8 |
| Local              | Resultado | Visitante          | Estadio           | Fecha            | Hora      | Transmisión |           |
| ------------------ | --------- | ------------------ | ----------------- | ---------------- | --------- | ----------- | --------- |
| C. S. Herediano    | 2-2       | Cofutpa U San José | Carlos Alvarado   | 16 de septiembre | 18:00     |             |           |
| Sporting F. C.     | 1-0       | L. D. Alajuelense  | Ernesto Rohrmoser | 16 de septiembre | 19:00     |             |           |
| Municipal Pococí   | 1-2       | Dimas Escazú       | Ebal Rodríguez    | 17 de septiembre | 9:00      |             |           |
| Deportivo Saprissa | 1-2       | Pérez Zeledón      | Ricardo Saprissa  | 17 de septiembre | 14:00     |             |           |

| Jornada 9          | Jornada 9 | Jornada 9        | Jornada 9         | Jornada 9        | Jornada 9 | Jornada 9   | Jornada 9 |
| Local              | Resultado | Visitante        | Estadio           | Fecha            | Hora      | Transmisión |           |
| ------------------ | --------- | ---------------- | ----------------- | ---------------- | --------- | ----------- | --------- |
| L. D. Alajuelense  | 4-0       | C. S. Herediano  | Morera Soto       | 29 de septiembre | 19:00     |             |           |
| Deportivo Saprissa | 4-1       | Dimas Escazú     | Ricardo Saprissa  | 29 de septiembre | 20:00     |             |           |
| Cofutpa U San José | 1-1       | Municipal Pococí | "Palmareño" Solís | 30 de septiembre | 19:00     |             |           |
| Pérez Zeledón      | 2-3       | Sporting F. C.   | Municipal Pérez   | 1 de octubre     | 15:00     |             |           |

| Jornada 10       | Jornada 10 | Jornada 10         | Jornada 10        | Jornada 10   | Jornada 10 | Jornada 10  | Jornada 10 |
| Local            | Resultado  | Visitante          | Estadio           | Fecha        | Hora       | Transmisión |            |
| ---------------- | ---------- | ------------------ | ----------------- | ------------ | ---------- | ----------- | ---------- |
| C. S. Herediano  | 0-0        | Pérez Zeledón      | San Juaneño       | 4 de octubre | 15:00      |             |            |
| Municipal Pococí | 1-2        | L. D. Alajuelense  | Ebal Rodríguez    | 4 de octubre | 19:00      |             |            |
| Dimas Escazú     | 1-2        | Cofutpa U San José | Nicolás Masís     | 4 de octubre | 20:00      |             |            |
| Sporting F. C.   | 4-0        | Deportivo Saprissa | Ernesto Rohrmoser | 4 de octubre | 20:00      |             |            |

| Jornada 11         | Jornada 11 | Jornada 11         | Jornada 11        | Jornada 11   | Jornada 11 | Jornada 11  | Jornada 11 |
| Local              | Resultado  | Visitante          | Estadio           | Fecha        | Hora       | Transmisión |            |
| ------------------ | ---------- | ------------------ | ----------------- | ------------ | ---------- | ----------- | ---------- |
| L. D. Alajuelense  | 2-1        | Dimas Escazú       | Morera Soto       | 7 de octubre | 17:30      |             |            |
| Sporting F. C.     | 0-1        | C. S. Herediano    | Ernesto Rohrmoser | 7 de octubre | 18:00      |             |            |
| Deportivo Saprissa | 4-2        | Cofutpa U San José | Ricardo Saprissa  | 8 de octubre | 15:00      |             |            |
| Pérez Zeledón      | 4-2        | Municipal Pococí   | Municipal Pérez   | 8 de octubre | 17:00      |             |            |

| Jornada 12         | Jornada 12 | Jornada 12         | Jornada 12        | Jornada 12    | Jornada 12 | Jornada 12  | Jornada 12 |
| Local              | Resultado  | Visitante          | Estadio           | Fecha         | Hora       | Transmisión |            |
| ------------------ | ---------- | ------------------ | ----------------- | ------------- | ---------- | ----------- | ---------- |
| Dimas Escazú       | 1-0        | Pérez Zeledón      | Nicolás Masís     | 13 de octubre | 20:00      |             |            |
| C. S. Herediano    | 0-3        | Deportivo Saprissa | Rafael Bolaños    | 14 de octubre | 14:00      |             |            |
| Municipal Pococí   | 1-3        | Sporting F. C.     | Ebal Rodríguez    | 14 de octubre | 15:00      |             |            |
| Cofutpa U San José | 1-4        | L. D. Alajuelense  | "Palmareño" Solís | 14 de octubre | 19:00      |             |            |

| Jornada 13        | Jornada 13 | Jornada 13         | Jornada 13        | Jornada 13      | Jornada 13 | Jornada 13  | Jornada 13 |
| Local             | Resultado  | Visitante          | Estadio           | Fecha           | Hora       | Transmisión |            |
| ----------------- | ---------- | ------------------ | ----------------- | --------------- | ---------- | ----------- | ---------- |
| L. D. Alajuelense | 0-0        | Deportivo Saprissa | Morera Soto       | 11 de noviembre | 19:00      |             |            |
| Pérez Zeledón     | 4-2        | Cofutpa U San José | Municipal Pérez   | 11 de noviembre | 19:00      |             |            |
| Sporting F. C.    | 3-2        | Dimas Escazú       | Ernesto Rohrmoser | 11 de noviembre | 19:00      |             |            |
| C. S. Herediano   | 1-0        | Municipal Pococí   | "Coyella" Fonseca | 11 de noviembre | 19:00      |             |            |

| Jornada 14         | Jornada 14 | Jornada 14         | Jornada 14        | Jornada 14      | Jornada 14 | Jornada 14  | Jornada 14 |
| Local              | Resultado  | Visitante          | Estadio           | Fecha           | Hora       | Transmisión |            |
| ------------------ | ---------- | ------------------ | ----------------- | --------------- | ---------- | ----------- | ---------- |
| Municipal Pococí   | 0-2        | Deportivo Saprissa | Ebal Rodríguez    | 19 de noviembre | 14:00      |             |            |
| Dimas Escazú       | 1-2        | C. S. Herediano    | Nicolás Masís     | 19 de noviembre | 14:00      |             |            |
| Cofutpa U San José | 0-8        | Sporting F. C.     | "Palmareño" Solís | 19 de noviembre | 14:00      |             |            |
| L. D. Alajuelense  | 4-0        | Pérez Zeledón      | Morera Soto       | 19 de noviembre | 14:00      |             |            |

## Fase final

### Cuadro de desarrollo
|  | Semifinales 8 y 10 de diciembre (ida) 13 de diciembre (vuelta) | Semifinales 8 y 10 de diciembre (ida) 13 de diciembre (vuelta) | Semifinales 8 y 10 de diciembre (ida) 13 de diciembre (vuelta) | Semifinales 8 y 10 de diciembre (ida) 13 de diciembre (vuelta) | Semifinales 8 y 10 de diciembre (ida) 13 de diciembre (vuelta) |   |    | Final 16 de diciembre (ida) 20 de diciembre (vuelta) | Final 16 de diciembre (ida) 20 de diciembre (vuelta) | Final 16 de diciembre (ida) 20 de diciembre (vuelta) | Final 16 de diciembre (ida) 20 de diciembre (vuelta) | Final 16 de diciembre (ida) 20 de diciembre (vuelta) |
|  |                                                                |                                                                |                                                                |                                                                |                                                                |   |    |                                                      |                                                      |                                                      |                                                      |                                                      |
|  | 1                                                              | Sporting F. C.                                                 | 1                                                              | 3                                                              | 4                                                              |   |    |                                                      |                                                      |                                                      |                                                      |                                                      |
|  | 4                                                              | C. S. Herediano                                                | 0                                                              | 0                                                              | 0                                                              |   |    |                                                      |                                                      |                                                      |                                                      |                                                      |
|  |                                                                |                                                                |                                                                |                                                                |                                                                |   | F1 | Sporting F. C.                                       | 0                                                    | 1                                                    | 1                                                    |                                                      |
|  |                                                                | F2                                                             | L. D. Alajuelense                                              | 1                                                              | 2                                                              | 3 |    |                                                      |                                                      |                                                      |                                                      |                                                      |
|  | 2                                                              | L. D. Alajuelense                                              | 3                                                              | 7                                                              | 10                                                             |   |    |                                                      |                                                      |                                                      |                                                      |                                                      |
|  | 3                                                              | Deportivo Saprissa                                             | 2                                                              | 2                                                              | 4                                                              |   |    |                                                      |                                                      |                                                      |                                                      |                                                      |

### Semifinales

#### Sporting F. C. vs. C. S. Herediano
| 8 de diciembre | C. S. Herediano | 0:1 (1:1) | Sporting F. C. | Estadio "Colleya" Fonseca, Guadalupe |                           |
| 20:00          |                 | Reporte   | Vallejos 19'   | Árbitro(s): Jesús Montero            | Árbitro(s): Jesús Montero |

| 13 de diciembre | Sporting F. C.                        | 3:0 (0:0) (Global 4:0) | C. S. Herediano | Estadio Ernesto Rohrmoser, Pavas |                         |
| 19:00           | Andújar 51' · Flores 62' · Ovares 81' | Reporte                |                 | Árbitra: Dannia Sevilla          | Árbitra: Dannia Sevilla |

#### L. D. Alajuelense vs. Deportivo Saprissa
| 10 de diciembre | Deportivo Saprissa      | 2:3 (2:1) | L. D. Alajuelense                       | Estadio Ricardo Saprissa, Tibás |                           |
| 15:00           | Campos 27' · Varela 43' | Reporte   | Scott 18' · Coto 78' · Valenciano 90+3' | Árbitra: Saphire Stockman       | Árbitra: Saphire Stockman |

| 13 de diciembre | L. D. Alajuelense                                             | 7:2 (3:1) (Global 10:4) | Deportivo Saprissa                        | Estadio Alejandro Morera Soto, Alajuela |                      |
| 20:00           | Pinell 18' 31' 76' · Scott 43' 64' · Miranda 47' · Arroyo 88' | Reporte                 | Pinell 40' (a.g.) · Villalobos 68' (a.g.) | Árbitra: Deily Gómez                    | Árbitra: Deily Gómez |

### Final

#### Sporting F. C. vs. L. D. Alajuelense
| 16 de diciembre | L. D. Alajuelense  | 1:0 (1:0) | Sporting F. C. | Estadio Alejandro Morera Soto, Alajuela |                        |
| 20:00           | Sánchez 35' (a.g.) | Reporte   |                | Árbitro(s): Kevin Ruiz                  | Árbitro(s): Kevin Ruiz |

| 20 de diciembre | Sporting F. C. | 1:2 (0:1) (Global 1:3) | L. D. Alajuelense           | Estadio Ernesto Rohrmoser, Pavas |                             |
| 19:00           | Sánchez 90+4'  | Reporte                | Rangel 21' · Valenciano 54' | Árbitro(s): Jonathan Leitón      | Árbitro(s): Jonathan Leitón |

### Plantilla del Campeón
- Noelia Bermúdez, Gabriela Guillén, Mariela Campos, Stephanie Blanco, Fabiola Villalobos, Kenia Rangel, Emilie Valenciano, Carolina Miranda, Alexandra Pinell, María Paula Coto, Sheika Scott, Gabriela Valverde, Natalia Mills, Katherine Arroyo, Alexa Herrera, Viviana Chinchilla, María Paula Arce, Valery Sandoval, Keylin Gómez, Sianyf Agüero, María José Brenes, Marilenis Oporta, Marian Solano
- DT: Wilmer López

|                           |
| Campeón L. D. Alajuelense |
| 7.to título               |

## Estadísticas

### Goleadoras
Se muestra un listado de las máximas goleadoras del Torneo Clausura.
| Jugadora         | Club               | Goles |
| ---------------- | ------------------ | ----- |
| Candela Andújar  | Sporting F. C.     | 8     |
| Carolina Venegas | Deportivo Saprissa | 8     |
| Anyela Mesén     | Cofutpa U San José | 8     |
| Lourdes Viana    | Sporting F. C.     | 8     |
| Sheika Scott     | L. D. Alajuelense  | 7     |
| Paola Calderón   | Pérez Zeledón      | 6     |
| Claudia Núñez    | Municipal Pococí   | 6     |
| Winibian Peralta | Pérez Zeledón      | 6     |

### Tripletes o más
| Fecha           | Jugadora         | Goles       | Local              |  | Resultado |  | Visitante          | Jornada     |
| --------------- | ---------------- | ----------- | ------------------ |  | --------- |  | ------------------ | ----------- |
| 8 de septiembre | Tanisha Fonseca  | 61' 80' 86' | Sporting F. C.     |  | 6 - 0     |  | Cofutpa U San José | 7           |
| 19 de noviembre | Lourdes Viana    | 43' 56' 68' | Cofutpa U San José |  | 0 - 8     |  | Sporting F. C.     | 14          |
| 13 de diciembre | Alexandra Pinell | 18' 31' 76' | L. D. Alajuelense  |  | 7 - 2     |  | Deportivo Saprissa | Semifinales |